# Taubenturm (Faÿ-lès-Nemours)
Koordinaten: 48° 14′ 0,4″ N, 2° 40′ 59,9″ O

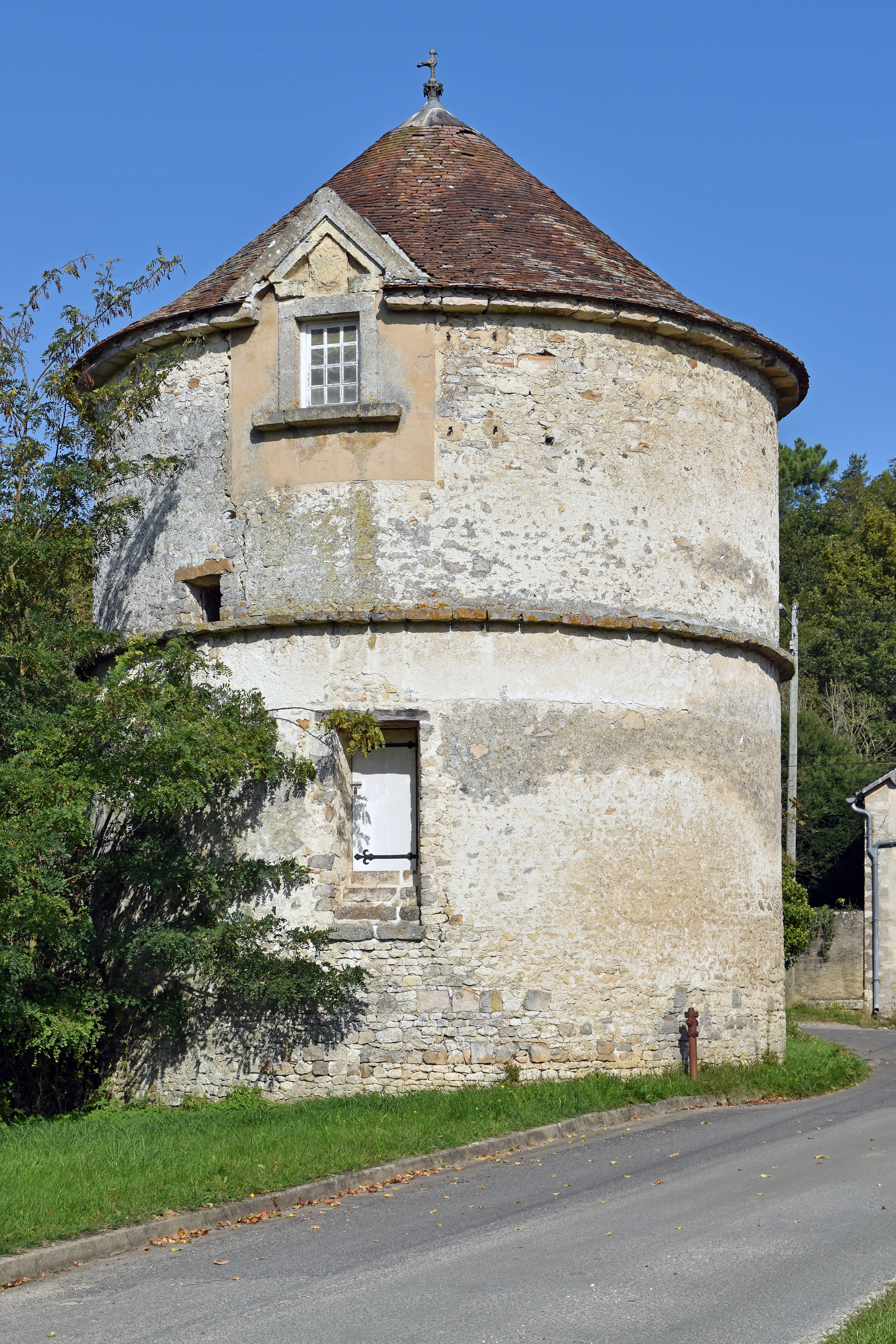
Taubenturm in Faÿ-lès-Nemours

Der Taubenturm (französisch colombier oder pigeonnier) in Faÿ-lès-Nemours, einer französischen Gemeinde im Département Seine-et-Marne in der Region Île-de-France, wurde im 15. Jahrhundert errichtet. Der Taubenturm steht als Teil des Schlosses seit 1991 als Monument historique auf der Liste der Baudenkmäler in Frankreich.
Der runde Turm aus Bruchsteinmauerwerk verfügt über etwa 1800 Taubennester. Im Dreiecksgiebel am Dachansatz über dem kleinen Fenster war ursprünglich das Wappen des adeligen Besitzers angebracht.